# Arne Johansen
Arne Leif Johansen (ur. 3 kwietnia 1927 w Oslo, zm. 25 października 2013 w Ørland) – norweski łyżwiarz szybki, brązowy medalista olimpijski.

## Kariera
Największy sukces w karierze Arne Johansen osiągnął w 1952 roku, kiedy podczas igrzysk olimpijskich w Oslo zdobył brązowy medal w biegu na 500 m. W zawodach tych wyprzedzili go jedynie dwaj Amerykanie: Ken Henry oraz Don McDermott. Ex aequo z Johansenem trzecie miejsce zajął Kanadyjczyk Gordon Audley. Był to jego jedyny start olimpijski. Nigdy nie wystąpił na mistrzostwach świata. W latach 1951 i 1952 wygrywał biegi na 500 m podczas mistrzostw Norwegii.